# Gender, Technology and Development
Gender, Technology and Development (GTD) é uma revista duplamente cega com revisão por pares que serve como um fórum para explorar as ligações entre as relações de género, o desenvolvimento e/ou a mudança tecnológica. O objetivo da revista é fornecer uma plataforma para pesquisas originais e teorização sobre as mudanças nos significados de gênero, no que se refere aos avanços na ciência e nas tecnologias e/ou às mudanças sociais, políticas, econômicas e culturais. Em particular, a revista está interessada em abordá-los no contexto de fenómenos transnacionais e em participar em diálogos que ultrapassam as fronteiras geográficas.
É publicado três vezes por ano. A revista foi fundada em 1997 e até 2016 foi publicada pela SAGE Publications em associação com o programa de Estudos de Gênero e Desenvolvimento do Instituto Asiático de Tecnologia. Desde 2017, a revista é publicada pelo Taylor & Francis Group, também em associação com o Asian Institute of Technology.
Esta revista é membro do Comitê de Ética em Publicações (COPE).

## Abstração e indexação
Gender, Technology and Development é resumido e indexado em:
- International Bibliography of the Social Sciences
- SafetyLit
- SCOPUS
- DeepDyve
- Portico
- Dutch-KB
- Pro-Quest-RSP
- EBSCO
- OCLC
- Ohio
- ICI
- ProQuest-Illustrata
- J-Gate
- ESCI